# Edward Poniński
Edward Marceli Poniński herbu Łodzia (ur. 3 października 1810 we Węgierkach, zm. 1 czerwca 1893 we Wrześni) – właściciel ziemski, działacz polityczny i społeczny, uczestnik powstania listopadowego.

## Życiorys

### Młodość i udział w powstaniu
Syn Stanisława i Anny z domu Sierakowskiej. Uczęszczał do gimnazjum Marii Magdaleny w Poznaniu. W grudniu 1830 opuścił szkołę i przedostał się do Królestwa Polskiego, aby wziąć udział w powstaniu listopadowym. Służbę pełnił w pułku jazdy poznańskiej, walcząc m.in. w bitwach pod Grochowem, Iganiami i Ostrołęką. Po awansie na oficera został adiutantem u generała Józefa Kamińskiego. Za udział w walkach otrzymał krzyż złoty Virtuti Militari. We wrześniu 1831 dostał się do niewoli rosyjskiej w Sandomierskiem, ale w drodze wymiany jeńców został uwolniony. Po przekroczeniu granicy austriackiej został początkowo internowany w Ołomuńcu, a później w Brnie i Tropawie. Dzięki staraniom ojca powrócił do Wrześni, ale został osadzony przez pruskie władze w twierdzy świdnickiej. Został skazany na odbycie trzyletniej przymusowej służby w wojsku.

### Późniejsze lata
Po odbyciu służby osiadł we Wrześni, gdzie uczestniczył w życiu ziemiaństwa. Reprezentował kierunek konserwatywny i legalistyczny. Dobra wrzesińskie przejął w 1847 po śmierci ojca i w tym samym roku posłował na zjednoczony sejm pruski. W 1848 w powiecie wrzesińskim stanął na czele Komitetu Narodowego, organizując tam siły zbrojne i powstrzymując je przed antyniemieckimi wystąpieniami. Nie brał udziału w walce zbrojnej, ale został osadzony w Cytadeli Poznańskiej. W 1849 został deputowanym do sejmu pruskiego (tzw. wiosennego) z okręgu wrzesińskiego i średzkiego. W następnych latach zajmował się głównie gospodarstwem.
W 1861 został członkiem pierwszego zarządu Centralnego Towarzystwa Gospodarczego na Wielkie Księstwo Poznańskie. W 1863 aktywnie uczestniczył w organizowaniu oddziałów powstańczych oraz przerzucaniu ich do Królestwa Polskiego. Zmarł we Wrześni i tam został pochowany.
Od roku 1838 był żonaty z Eustachią z Grabskich, z którą miał córki Marię i Zofię oraz syna Stanisława Jana Eustachego.
W 1842 otrzymał pruski Order Orła Czerwonego II klasy, w 1847 przejął tytuł hrabiowski, a w 1888 został odznaczony papieską komandorią Orderu Piusa.